# Women's Senior Golf Tour 2005
De Women's Senior Golf Tour 2005 was het zesde seizoen van de Women's Senior Golf Tour, dat in 2006 vernoemd werd tot de Legends Tour. Er stonden drie toernooien op de kalender.

## Kalender
| Datum | Datum | Toernooi                                   | Stad                  | Winnaar                                                   | Score | Score | Info                       |
| ----- | ----- | ------------------------------------------ | --------------------- | --------------------------------------------------------- | ----- | ----- | -------------------------- |
| 09-04 | 10-04 | World Ladies Senior Golf Open Championship | Japan                 | Ai-Yu Tu                                                  | 134   | –10   |                            |
| 18-06 | 19-06 | HyVee Classic                              | Des Moines, Iowa      | Kathryn Young-Robyn                                       | 140   | –4    |                            |
| 05-08 | 07-08 | BJ's Charity Championship                  | Quincy, Massachusetts | Jan Stephenson & Cindy Rarick Patty Sheehan & Pat Bradley | –17   | –17   | Play-off eindigt onbeslist |

2000 ·
2001 ·
2002 ·
2003 ·
2004 ·
2005 ·
2006 ·
2007 ·
2008 ·
2009 ·
2010 ·
2011 ·
2012 ·
2013 ·
2014 ·
2015